# Форд (окръг, Илинойс)
Вижте пояснителната страница за други значения на Форд.
Окръг Форд (на английски: Ford County) е окръг в щата Илинойс, Съединени американски щати. Площта му е 1259 km², а населението - 14 241 души (2000). Административен център е град Пакстън.